# Ваіо
Ваіо (груз. ვაიო) - село в Грузії, на території Кедского муніципалітету Аджарії.

## Географія
Село розташоване в південно-західній частині Грузії, на лівому березі річки Аджарисцкалі, на відстані приблизно 2 кілометри (по прямій) на північний схід від адміністративного центру муніципалітету - селища міського типу Кеда. Абсолютна висота - 350 метрів над рівнем моря .

## Населення
За результатами офіційної перепису населення 2014 року у селі проживало 409 мешканців (202 чоловіки та 207 жінок) .
| рік  | Населення, осіб |
| ---- | --------------- |
| 2002 | 505             |
| 2014 | ↘ 409           |